# Attilio Bulgheri
Attilio Bulgheri (Piombino, Provincia de Livorno, Italia, 9 de marzo de 1913 - Livorno, Provincia de Livorno, Italia, 23 de diciembre de 1995) fue un futbolista italiano. Se desempeñaba en la posición de guardameta.

## Clubes
| Club               | País   | Año         |
| ------------------ | ------ | ----------- |
| U. S. Grosseto     | Italia | 1933 - 1934 |
| Juventus F. C.     | Italia | 1934 - 1935 |
| Livorno Calcio     | Italia | 1935 - 1939 |
| Alessandria Calcio | Italia | 1939 - 1941 |
| Juventus F. C.     | Italia | 1941 - 1942 |
| A. S. Venturina    | Italia | 1945 - 1946 |

## Palmarés

### Campeonatos nacionales
| Título      | Club           | País   | Año     |
| ----------- | -------------- | ------ | ------- |
| Serie A     | Juventus F. C. | Italia | 1934-35 |
| Serie B     | Livorno Calcio | Italia | 1936-37 |
| Copa Italia | Juventus F. C. | Italia | 1941-42 |